# 二条兼基
二条 兼基（にじょう かねもと）は、鎌倉時代の公卿。関白二条良実の子。兄師忠の養子となり二条家を継ぐ。正室は従一位禖子（九条忠教の娘）。子に二条道平らがいる。従一位。号に光明照院関白。

## 経歴
建治3年（1277年）4月21日元服、従五位下。弘安6年（1283年）叙従三位。正応元年（1288年）正二位、正応4年内大臣さらに右大臣となる。永仁2年（1294年）従一位、永仁4年（1296年）左大臣にすすみ、永仁6年（1298年）摂政、氏長者となる。正安元年（1299年）太政大臣、翌年関白となる。徳治3年（1308年）7月20日に出家。法名は円空。
建武元年（1334年）8月22日、68歳で薨去。

## 系譜
- 父：二条良実
- 母：藤原程子（左少将藤原基信女）
- 養父：二条師忠
- 妻：九条禖子 - 九条忠教の娘
- 妻：京極宣子（?-1321） - 京極為顕の娘
  - 長男：二条道平（1287-1335）
- 生母不明
  - 男子：二条師基（1301-1365） - 兄道平の養子（公卿補任では道平の実子）
  - 男子：二条基教（?-?）
  - 男子：今小路良冬（?-?） - 今小路家（絶家）祖
  - 男子：良瑜（1330-1397） - 実相院門跡、園城寺長吏、熊野三山検校、准三后
  - 女子：二条治子（?-?） - 九条房実室
  - 女子：忠房親王室